# Joaquín Arozamena (periodista)
Joaquín Arozamena Saiz (8 de agosto de 1944) es un periodista español, que ha desarrollado su carrera profesional fundamentalmente en el medio televisivo.

## Trayectoria
Estudió en el instituto Cervantes y en la Universidad de Madrid. Su carrera profesional comienza en la radio, se inicia en Radio Nacional de España (RNE), en el espacio informativo España a las ocho. En prensa escrita colaboró en el diario ABC.
Ingresó en Televisión Española (TVE) en 1975, en los servicios informativos, donde pronto alcanzó gran popularidad al asignársele la dirección y presentación del informativo diario de la segunda cadena Redacción Noche. El estilo de Arozamena en la transmisión de noticias adoptaba un tono divulgativo y cercano, alejado de los cánones ortodoxos del clásico Telediario.
A lo largo de sus más de veinte años de experiencia en el medio, ha presentado todo tipo de programas, no sólo informativos, sino también divulgativos, de entrevistas, tertulias e incluso concursos.
En 1986 publicó el libro Yo, tu hijo, sobre las relaciones intergeneracionales donde hizo célebre su frase "Arozamena me lo confirmó".
En la actualidad, retirado del mundo de la comunicación, se dedica a dar conferencias.

## Programas de televisión
- Redacción Noche (1977-1978)
- Al cierre (1981-1982)
- De hoy A mañana (1981-1982)
- Telediario (1983-1984)
- Agenda informativa (1986)
- La vida sigue (1988)
- Las doce en punta (1989)
- Domingueros (1989)
- En buena hora (1990-1991)
- Uno más en la familia (1993-1995)
- A las diez en casa (1995)

## Reconocimientos
- Premio TP de Oro al mejor presentador (1981)
- Premio Víctor de la Serna (1983)
- PREGONERO Fiestas Mayores de Estepona Pregón inolvidable (1985)
- Premio Estrañi de la Asociación de la Prensa de Cantabria (2011)[1]